# George Rowland Patrick Roupell
George Rowland Patrick Roupell, britanski general, * 1892, † 1974.